# فرانك غرينوود
فرانك غرينوود (28 سبتمبر 1905 - 30 يوليو 1963) (بالإنجليزية: Frank Greenwood)‏ هو لاعب كريكت بريطاني وبريطاني (وحمل سابقاً جنسية المملكة المتحدة لبريطانيا العظمى وأيرلندا).